# Храм Тисячі Будд
Храм тисячі Будд — тибетський буддійський храм у комуні Ла-Буле, розташованій у французькому регіоні Бургундія. Храм, заснований у 1987 році, дотримується традиції Карма Каг'ю. Він розташований в центрі Дашанг Каг'ю Лінг, буддійського ретрит центру, заснованого тибетським ламою Калу Рінпоче в 1974 році.